# セックス・チェンジ
『セックス・チェンジ』（西: Cambio de sexo, 英: Change of Sex, Sex Change）は、1976年に製作されたスペインの映画。ビセンテ・アランダ監督。ビクトリア・アブリル主演。
日本では、1999年7月16日に第8回東京国際レズビアン&ゲイ映画祭で初上映された。

## キャスト
- ホセ・マリア/マリア・ホセ：ビクトリア・アブリル
- デュラン：ルー・カステル
- ビビ：ビビ・アンデルセン
- ペドロ：ダニエル・マルタン